# Койоль-де-Гонсалес
Койоль-де-Гонсалес (исп. Coyol de González)  —   населённый пункт и муниципалитет в Мексике, входит в штат Веракрус. Население — 442 человека.